# معركة قورماتي
معركة قورماتي هي معركةٌ وقعت شرقي نهر الفرات بين الجيش المصري والجيش البابلي، وانتهت المعركة بهزيمة البابليين.

## خلفية
عندما اجتاح الميديون والسكيثيون والبابليون وحلفاؤهم العاصمة الآشورية نينوى عام 612 قبل الميلاد، نقل الآشوريون عاصمتهم إلى حران. عندما استولى التحالف على حران في 609 قبل الميلاد، منهيا الإمبراطورية الآشورية، انضمت فلول من الجيش الآشوري إلى كركميش، وهي مدينة خاضعة للحكم المصري، على نهر الفرات. تحالفت مصر مع الملك الآشوري آشور أوباليت الثاني، وسارت في 609 قبل الميلاد لمساعدته ضد البابليين.

## المعركة
تحرك الجيش المصري في ربيع 606 قبل الميلاد لمحاصرة واحتلال كيموهو. «لم يساعد نبولاسر جيشه المحاصر في كيموهو، ربما خوفًا من هلاك الجيش البابلي بسبب المخاطر التي قد يتعرض لها في عبور نهر الفرات والالتقاء بالجيش المصري غرب النهر». سقطت مدينة كيموهو في أيدي المصريين بعد أن حوصرت لمدة أربعة أشهر '' ردًا على ذلك، نزل الجيش البابلي في مدينة قراماتي وفي سبتمبر 606 قبل الميلاد عبرت القوات البابلية النهر وسيطرت على المدينة. شونداري الواقعة غرب نهر الفرات، لكن الرد المصري جاء سريعًا بهجوم مضاد، حيث عبر الجيش المصري النهر واشتبك مع البابليين واحتل مدينة قراماتي شرق النهر، وانسحب الجيش البابلي من غرب الفرات خوفًا من أن يحاصرهم الجيش المصري ويقضي عليهم نهائياً.